# New Morning
New Morning är ett musikalbum av Bob Dylan, utgivet i oktober 1970. Albumet kom ut bara fyra månader efter dubbel-LPn Self Portrait, ett album som inte hade mottagigts bra av kritiker och publik. New Morning blev betydligt varmare bemött än det albumet. Skivan omtalas dock inte lika ofta som Dylans 1960-talsskivor, eller det senare albumet Blood on the Tracks. Dylan har heller inte framfört särskilt många låtar från skivan under konsert. Musikaliskt kan man säga att det är en utveckling av countryrocken på albumet John Wesley Harding. 
Låten "If Not for You" har senare också spelats in av bland andra George Harrison, Olivia Newton-John och i svensk översättning av Magnus Johansson. Det var också den enda låten som släpptes som singel från albumet.
"Day of the Locusts" har ansetts vara skriven efter att Dylan mot sin vilja låtit sig övertalats att utnämnas till hedersdoktor vid Princeton University, en händelse han var mycket obekväm med. I texten återfinns rader som "sure was glad to get out of there alive". "Went to see the Gypsy" innehåller ett flertal associationer till Elvis Presley och Las Vegas. Den har antagits handla om Dylans möte med honom.
Skivan innehåller även några av Dylans mer lekfulla låtar, såsom den valsbetonade "Winterlude" och jazziga "If Dogs Run Free" som innehåller scatsång. Titelspåret som var den första låten på vinylutgåvornas b-sida är en enkelt uppbyggd sång som hyllar livet på landet. "The Man in Me" användes på soundtracket till filmen The Big Lebowski. Några av skivans outtakes användes mot Dylans vilja till det utskällda albumet Dylan 1973.
New Morning nådde Billboardlistans plats #7 1970, och #1 på Storbritanniens albumlista. Det var Dylans fjärde raka album att nå förstaplatsen i Storbritannien, och han sjätte totalt.

## Låtlista
Låtarna skrivna av Bob Dylan.
1. "If Not for You" - 2:42
2. "Day of the Locusts" - 3:57
3. "Time Passes Slowly" - 2:35
4. "Went to See the Gypsy" - 2:51
5. "Winterlude" - 2:23
6. "If Dogs Run Free" - 3:41
7. "New Morning" - 3:59
8. "Sign on the Window" - 3:41
9. "One More Weekend" - 3:12
10. "The Man in Me" - 3:10
11. "Three Angels" - 2:09
12. "Father of Night" - 1:29

## Listplaceringar
| Lista (1970-1971) | Position            |
| ----------------- | ------------------- |
| Australien        | 5 (Go Set)          |
| Kanada            | 5 (RPM)             |
| Nederländerna     | 3                   |
| Norge             | 8 (VG-lista)        |
| Storbritannien    | 1 (UK Albums Chart) |
| Sverige           | 4 (Kvällstoppen)    |
| USA               | 7 (Billboard 200)   |